# Koigi
Koigi es una localidad situada en el municipio de Järva, en el condado de Järva, Estonia. Según el censo de 2021, tiene una población de 370 habitantes.
Está ubicada al este del condado, cerca del nacimiento del río Pärnu y de la frontera con los condados de Harju y Lääne-Viru.